# 李玉琳
李　玉琳（り ぎょくりん、1885年 - 1965年）は、伝播太極拳の武術家。
中国河北省任邱出身。
本名は李玉琳。字は潤如。子に李天驥がいる。
幼い頃より武術を好み、郝恩光より少林拳、形意拳と八卦掌を学ぶ。
1924年に李存義に随い天津に出向き中華武士会で指導する。その後孫禄堂に太極拳、李景林に武当剣を学ぶ。
上海中華武術会教員、尚徳国術会会長を歴任。1930年山東国術館に招かれ教務主任と教務長を務める。
1936年前後に伝播太極拳を広める。その後長春で太極拳社を設立する。人は「東北太極拳の開拓者」と呼ぶ。